# Black Cobra
Black Cobra ist eine 2001 gegründete Sludge-Band aus San Francisco.

## Geschichte
Black Cobra wurden von dem Schlagzeuger Rafa Martinez (ex-16, ex-Acid King) und dem Gitarristen und Sänger Jason Landrian (ex-Cavity) 2001 gegründet. Die Musiker erhielten nach der im Eigenverlag 2004 veröffentlichten und selbstbetitelten Debüt-EP einen Vertrag mit dem Indie-Label At A Loss Recordings, auf welchem sie 2006 und 2007 die Folgealben Bestial und Feather and Stone veröffentlichten. Während die Debüt-EP eher schlecht aufgenommen wurde, beurteilten Kritiker die beiden auf At A Loss erschienenen Alben zumeist mittelmäßig. Allerdings bewerteten einige auf Sludge spezialisierte Kritiker insbesondere das Album Bestial als hochwertige Veröffentlichung des Genres. Entsprechend einem solchen Subszeneerfolg trat das Duo 2007 auf dem Roadburn Festival auf. Vom Roadburn-Auftritt wurde anschließend eine handsignierte und -nummerierte DVD veröffentlicht. Die limitierte DVD hatte eine Auflage von 50 Exemplaren. Im Jahr 2009 schloss die Band einen Vertrag mit dem populären Indie-Label Southern Lord, auf welchem die beiden Alben Chronomega und Invernal erschienen. Für die Aufnahmen der beiden Studioalben wurden die renommierten Metalproduzenten Billy Anderson und Kurt Ballou engagiert. Beide Veröffentlichungen erhielten überwiegend positive Rezensionen, allerdings wurde Chronomega meist besser als das spätere Invernal beurteilt. Für das fünfte Studioalbum Imperium Simulacra wechselte die Band erneut die Plattenfirma, diesmal zu Season of Mist. Imperium Simulacra wurde ähnlich wie die vorausgegangenen Alben überwiegend positiv besprochen.

## Stil
Der Stil von Black Cobra wird als Sludge mit hohen Anteilen an Hardcore Punk beschrieben. Die Limitierung der Bandbesetzung auf zwei Personen wird hierbei ebenso als Merkmal hervorgehoben wie der deutliche Hardcore-Punk-Anteil. Auf der Internetseite handwritten-mag wird das konzeptionelle Bandset als „Schlagzeug, Gesang, und in den Keller tief gestimmte Gitarren“ als „Abrisskommando“ beschrieben. Auch das Onlinemagazin Metalnews hebt die Besetzung hervor und beschreibt die musikalische Ausrichtung als „[e]nergisches Schlagzeug mit unbarmherzig antreibender, mittelschneller Doublebass[, das] auf räudige, schnörkellose Gitarrenriffs und ebenso räudigen Brüllgesang [trifft].“ Das Schlagzeugspiel wird als besonders hart sowie als präzise umschrieben, der Gesang gilt hingegen als kehliges Keifen und gutturales Brüllen. Das Gitarrenspiel wird derweil als besonders riffbetont bezeichnet.

## Diskografie
- 2004: Black Cobra (EP, Selbstverlag)
- 2006: Bestial (Album, At A Loss Recordings)
- 2007: Black Cobra / Eternal Elysium (Split-EP, Diwphalanx Records)
- 2007: Feather and Stone (Album, At A Loss Recordings)
- 2009: Chronomega (Album, Southern Lord)
- 2011: Invernal (Album, Southern Lord)
- 2016: Imperium Simulacra (Album, Season of Mist)